# Gezicht op Haarlem
Gezicht op Haarlem is een olieverfschilderij geschilderd door Jan Hendrik Weissenbruch. Het werk is naar schatting gemaakt rond 1845/1848 en bevindt zich in de collectie van het Kunstmuseum Den Haag.

## Voorstelling
Het schilderij toont op de voorgrond een boerderij, een weiland met koeien en drie figuren. Op de achtergrond zien we als blikvanger de Grote of Sint-Bavokerk van de stad Haarlem. Dit weet men, omdat de Kathedrale basiliek Sint Bavo nog niet gebouwd was halverwege de 19e eeuw. Verder is op de achtergrond goed de Industrialisatie te zien. Buiten de diverse molens zijn rokende schoorsteenpijpen zichtbaar. Vlak voor de kerk zijn de rookwolken van een stoomtrein zichtbaar.
De schilder lijkt zich op een hoger punt te bevinden. Het schilderij is vanuit de duinen, westelijke richting, geschilderd. Dit is tevens te zien aan de stand van de Sint-Bavokerk en aan de rijrichting van de stoomtrein (noord/zuid). Dat maakt dat de stoomtrein de spoorlijn Amsterdam - Rotterdam is. Dit deel van het traject Haarlem - Veenenburg opende kort voordat het schilderij geschilderd werd. In 1842. De spoorlijn naar Zandvoort opende jaren later in 1881 en daardoor niet zichtbaar op het schilderij.